# SISBEN
El Sistema de Identificación de Potenciales Beneficiarios de Programas Sociales, conocido por su sigla SISBEN, a veces escrita como Sisbén, es una entidad del Departamento Nacional de Planeación de Colombia creada durante el gobierno de Ernesto Samper, este caracteriza a la población en situación de pobreza para poder acceder a beneficios sociales y económicos por parte del Estado colombiano. Más de 40,5 millones de colombianos están afiliados a este servicio representando un poco más del 78% de la población total

## Características
El Sisbén organiza los grupos familiares de acuerdo a su situación socioeconómica en diferentes grupos, que son Grupo A, Grupo B, Grupo C y Grupo D. Los cuales a la vez se subdividen así, el grupo A va del A1 al A 5, el Grupo B va del B1 al B7, el Grupo C va del C1 al C17 y el Grupo D, Va del D1 al D21. La información es reportada mediante una encuesta que se le realiza a dicho grupo familiar. Las personas clasificadas en el grupo A son las que están en extrema pobreza, las del grupo B en pobreza moderada, las del grupo C son vulnerable y las del grupo D no son ni pobres ni vulnerables, por lo cual es el único grupo que no necesita ayuda del estado.  
Los beneficios por parte del Sisbén son: el acceso totalmente gratuito al sistema público de Salud mediante las diferentes EPS que existen en el país, ya sean públicas o privadas, de las personas o grupos familiares clasificadas en los grupos socioeconómicos A Y B. Las clasificadas en el grupo C deben pagar un copago y las del grupo D deben pagar una contribución solidaria. Para el programa renta ciudadana, que es el mismo programa llamado antes familias en acción, pero que el nuevo gobierno le ha cambiado el nombre a renta ciudadana, deben estar clasificados en los grupos que van del A1 al B4, esto como requisito obligatorio para recibir los beneficios monetarios del programa. El programa jóvenes en acción tiene como requisito estar entre los grupos A1 al C1 para recibir los beneficios monetarios de dicho programa. El programa Adulto mayor también tiene que estar entre los grupos A1 al C1, para recibir los beneficios monetarios por parte del estado Colombiano. Para los subsidios de las casas nuevas es de la siguiente manera:  del grupo A1 al C7 reciben un subsidio de 30 Salarios mínimos legales vigentes y para las personas que están por encima del C7 solo reciben 20 salarios mínimos legales vigentes.
El SISBEN IV es una actualización de la metodología anterior denominada SISBEN III establecida desde el año 2007. El documento CONPES 3877 “Declaración de importancia estratégica del sistema de identificación de potenciales beneficiarios (Sisbén IV)” tal y como su nombre lo indica, dispondrá una nueva y actualizada estrategia para alcanzar los sectores de mayor vulnerabilidad, además de mejorar la focalización del gasto público y evitar manipulaciones o fraudes en el puntaje luego de ser publicados.